# Old Buckenham
Old Buckenham är en ort och civil parish i Storbritannien.   Den ligger i grevskapet Norfolk och riksdelen England, i den sydöstra delen av landet, 130 km nordost om huvudstaden London. Old Buckenham ligger 49 meter över havet och antalet invånare är 1 294.
Terrängen runt Old Buckenham är platt. Runt Old Buckenham är det ganska tätbefolkat, med 111 invånare per kvadratkilometer. Närmaste större samhälle är Attleborough, 4,5 km norr om Old Buckenham. Trakten runt Old Buckenham består till största delen av jordbruksmark.